# Terlinden (Eijsden-Margraten)

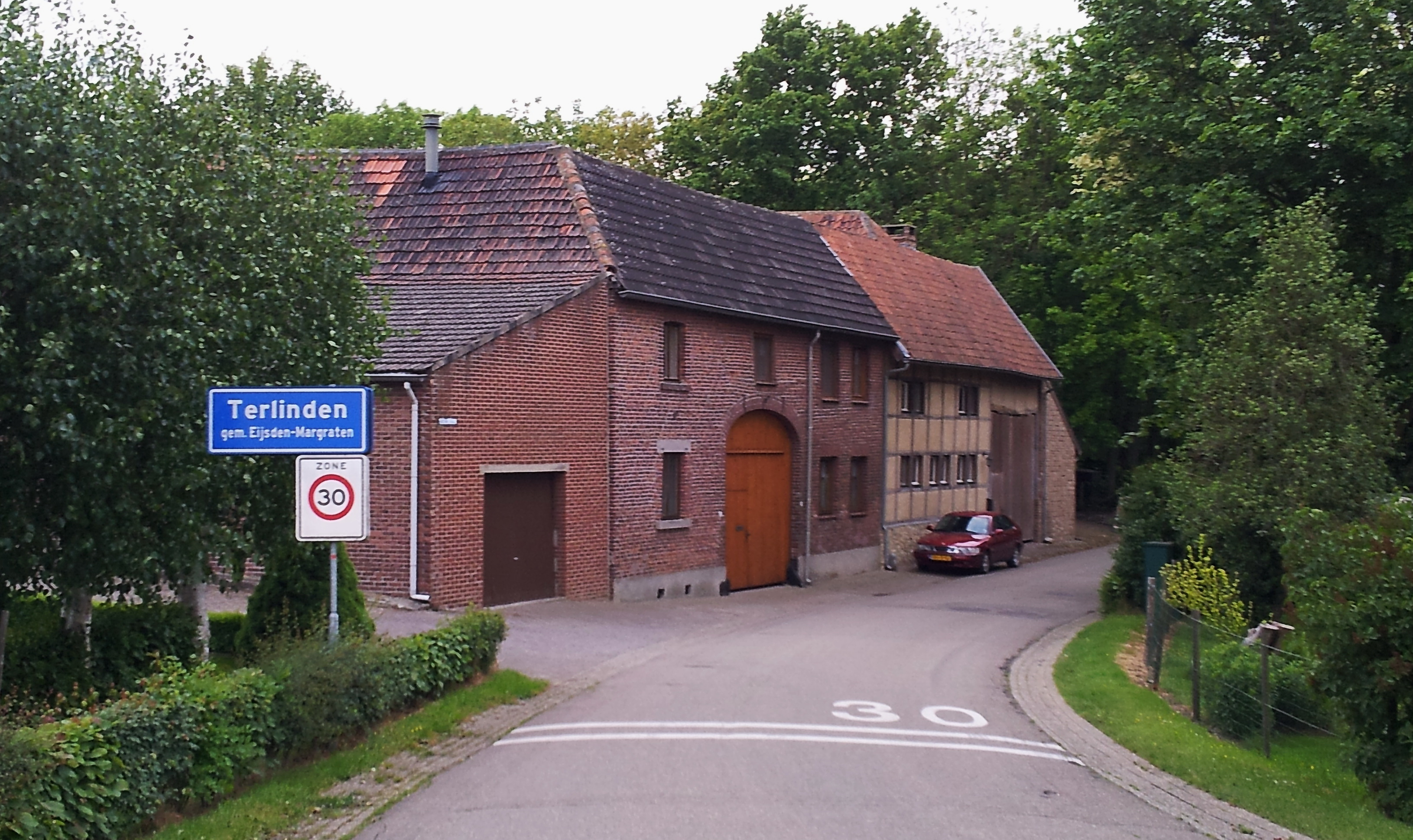
Terlinden, komende uit het zuidoosten

Terlinden (Limburgs: Terlinne of Terlinge) is een gehucht in Zuid-Limburg in de gemeente Eijsden-Margraten, vlak bij de Belgische grens.

## Ligging
Terlinden is een gehucht van het dorp Noorbeek. Tot 31 december 2010 maakte het deel uit van de gemeente Margraten. Het ligt deels aan de N598; de weg van De Hut naar De Plank, die tevens de waterscheiding vormt tussen het Maasdal in het westen en het Gulpdal in het oosten. Het gehucht ligt op het Plateau van Margraten. Ten noordwesten ligt het droogdal Horstergrub en ten zuidwesten het droogdal van de Noor(beek).
Terlinden ligt op het kruispunt van twee oude wegen: van noordwest naar zuidoost de Romeinse Via Mansuerisca tussen Maastricht en Limburg/Trier (ter plaatse Maastrichterweg geheten) en van zuidwest naar noordoost de oude postweg van Luik - via Voeren en Gulpen - naar Aken (Voerenstraat, Gulperstraat, Oude Luikerweg).

## Folklore
Hoewel het gehucht slechts iets meer dan honderd inwoners telt, is er een actieve jonkheid. Jaarlijks vindt in het eerste weekend van augustus de kermis van Terlinden plaats, die steevast afgesloten wordt op de maandag met het "begraven van d'r knook" (begraven van het bot).

## Bezienswaardigheden

### Kapellen en wegkruisen
Ter compensatie van het feit dat Terlinden geen eigen parochiekerk heeft, is er een forse Mariakapel. Ook is er een Sint-Corneliuskapel. Verder bevinden zich in en rondom het gehucht diverse wegkruisen.

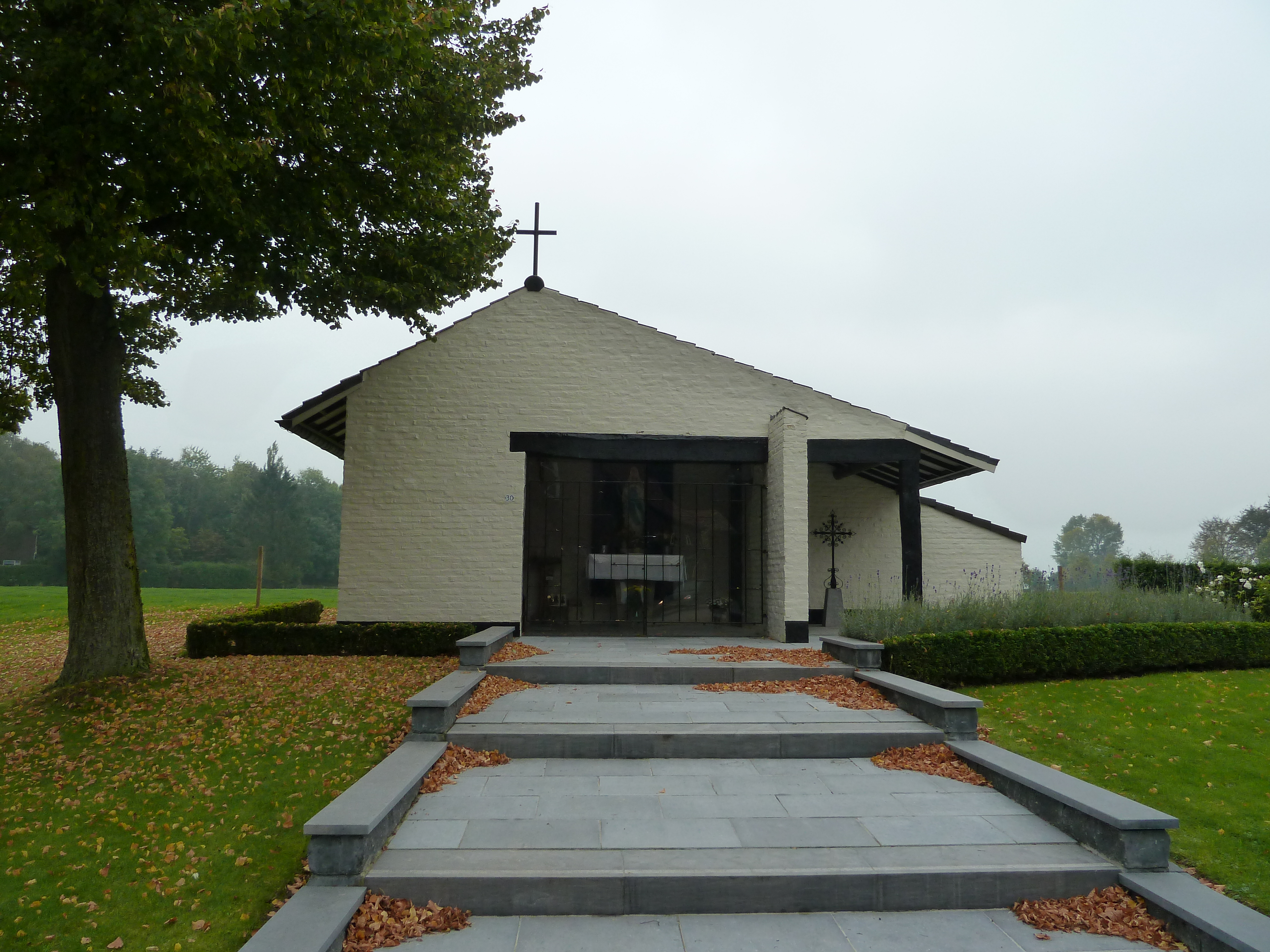
Mariakapel aan de Kutersteenweg-Terlinderstraat
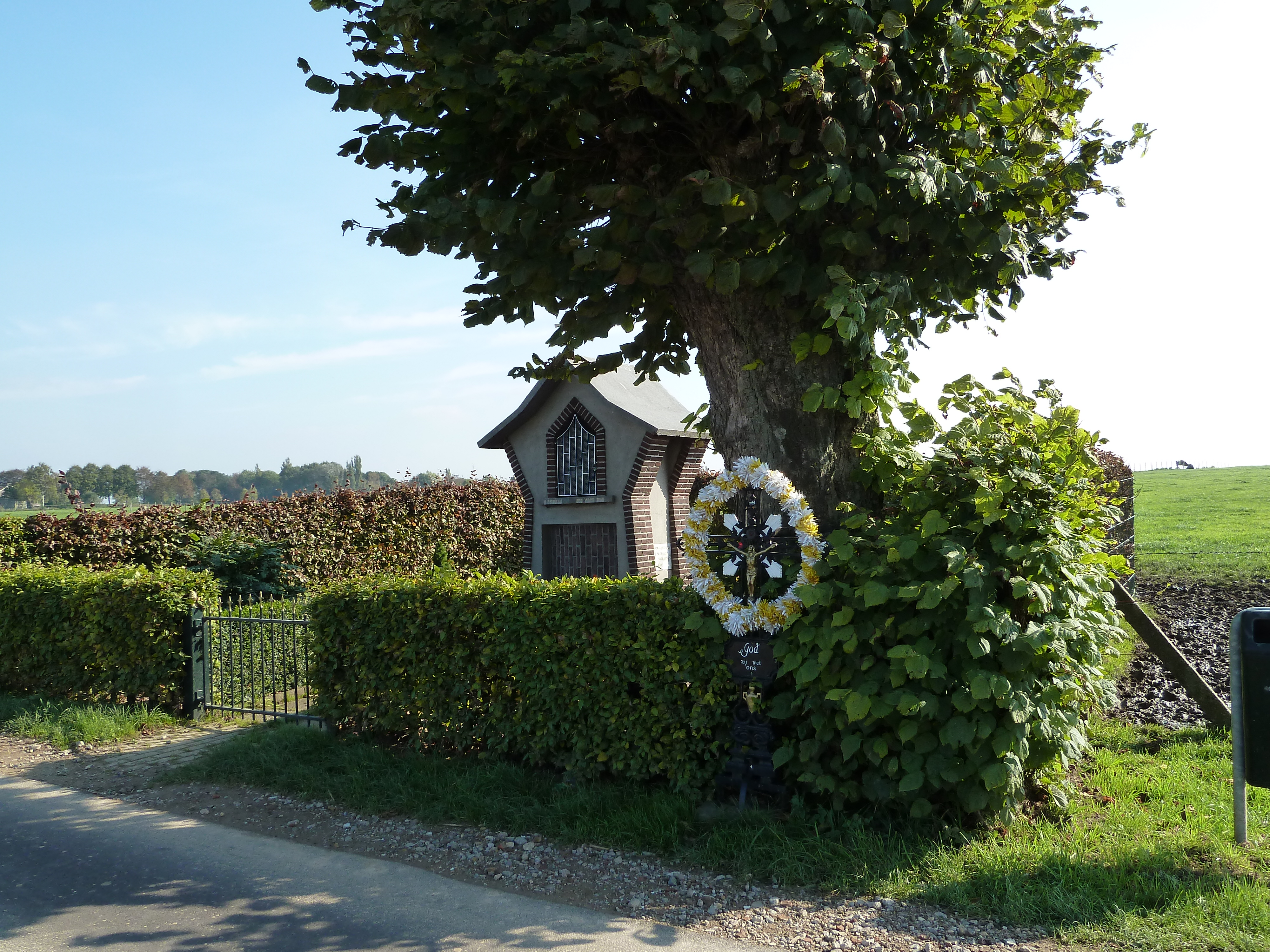
Sint-Corneliuskapel en wegkruis Voerenstraat
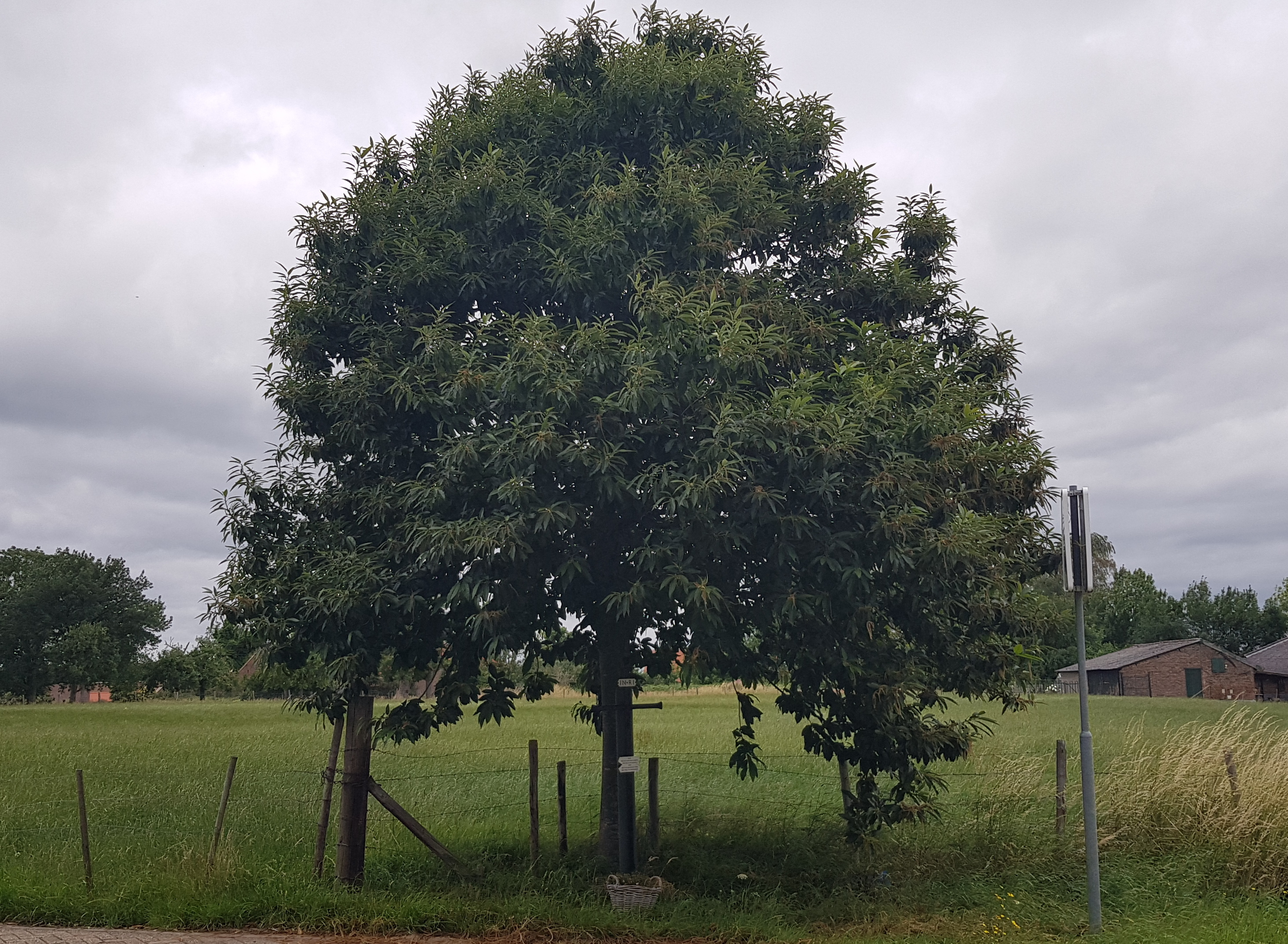
Wegkruis Karsvelderweg-Provinciale weg
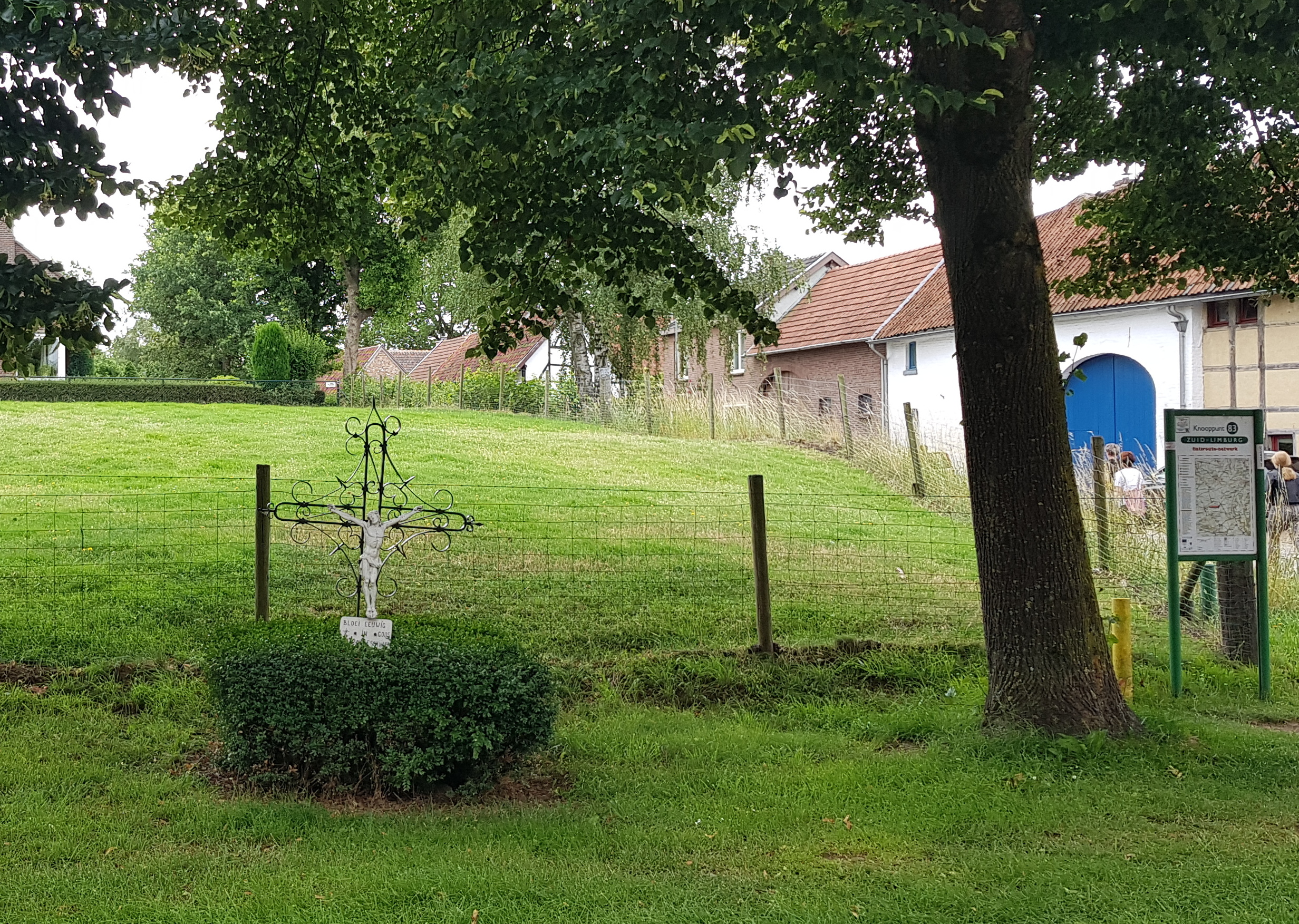
Wegkruis Gulperstraat-Terlinderstraat

### Vakwerkboerderijen
In Terlinden staan vier vakwerkboerderijen en -huizen, die alle tevens rijksmonumenten zijn.

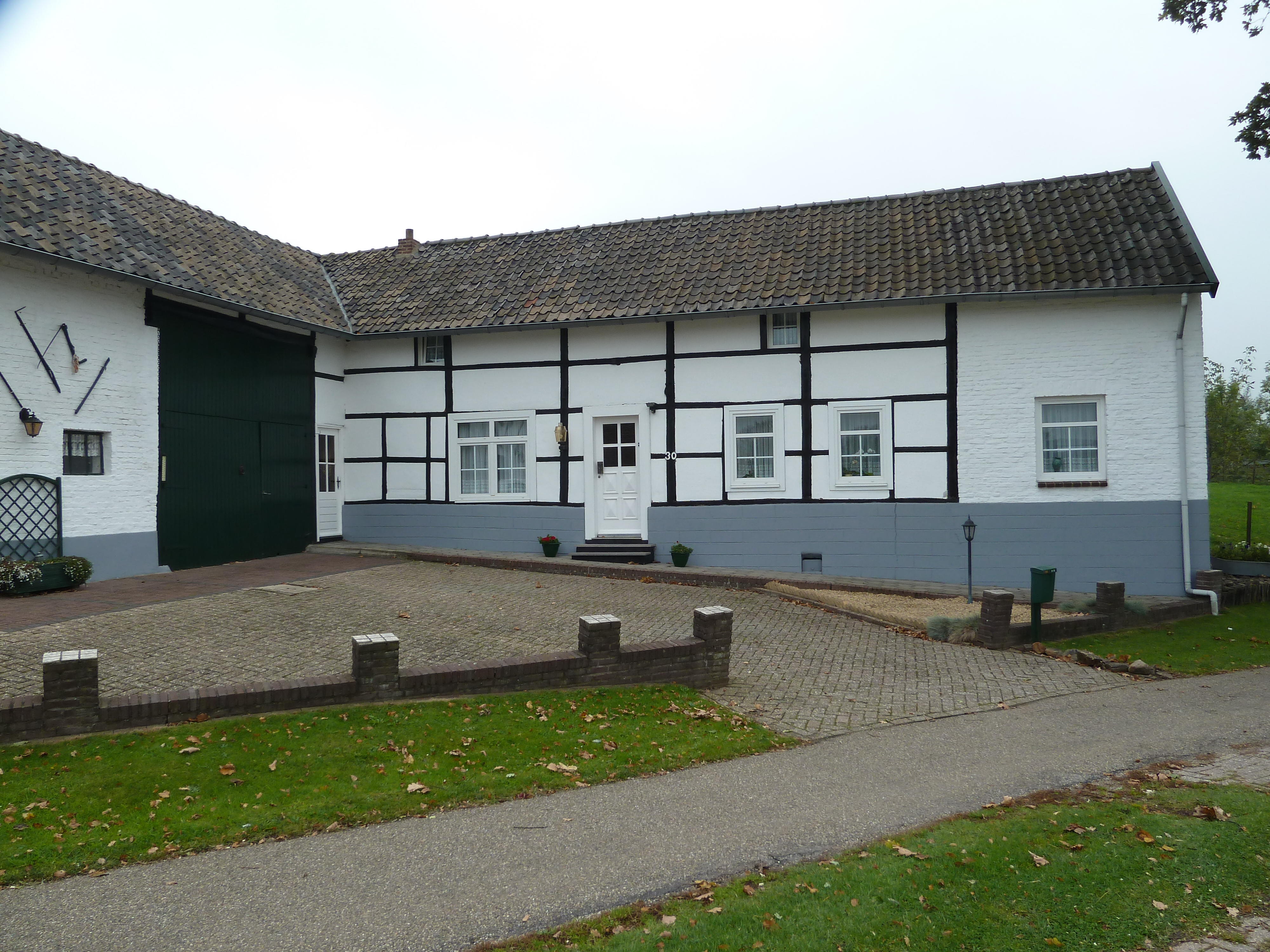
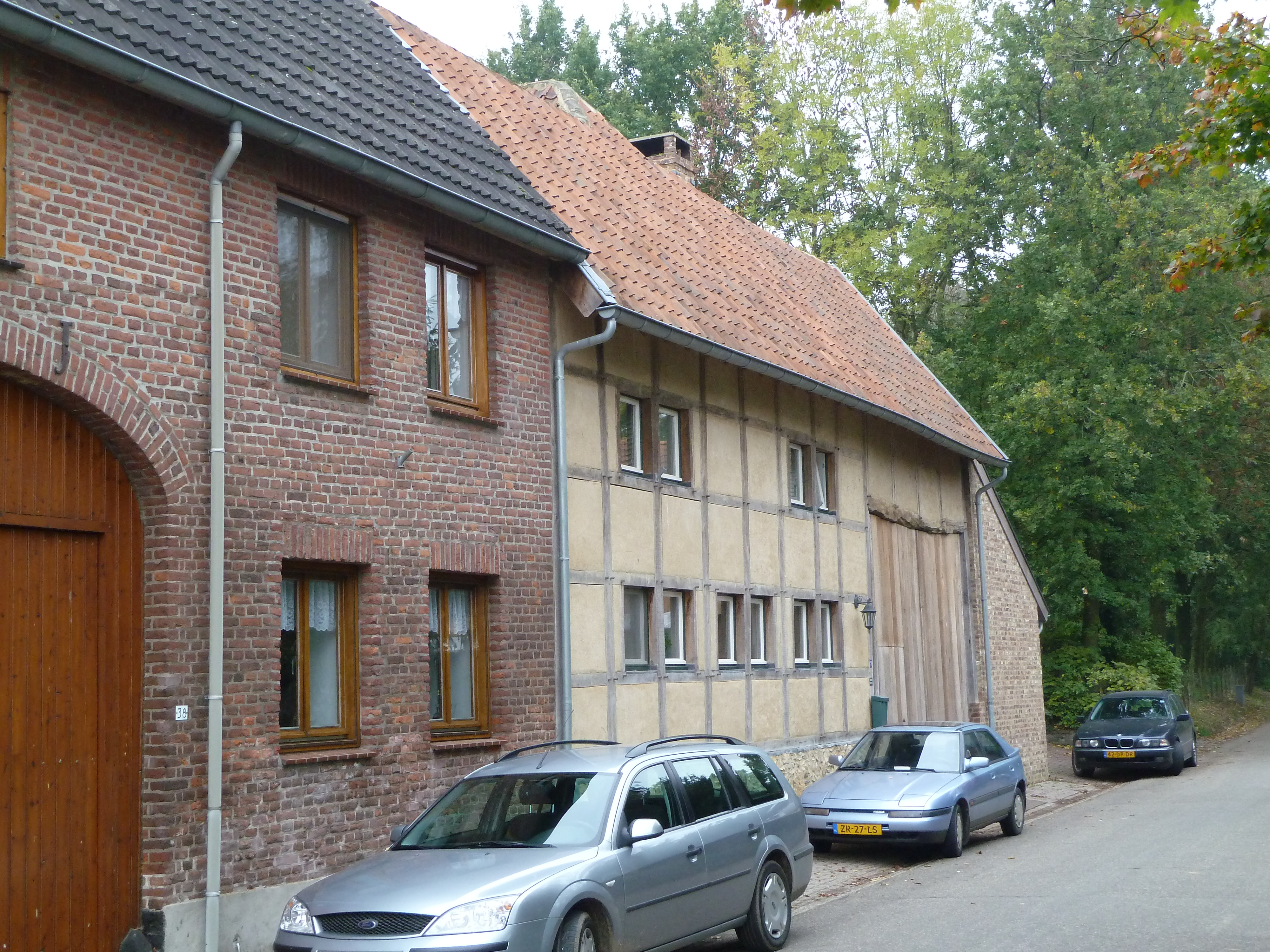
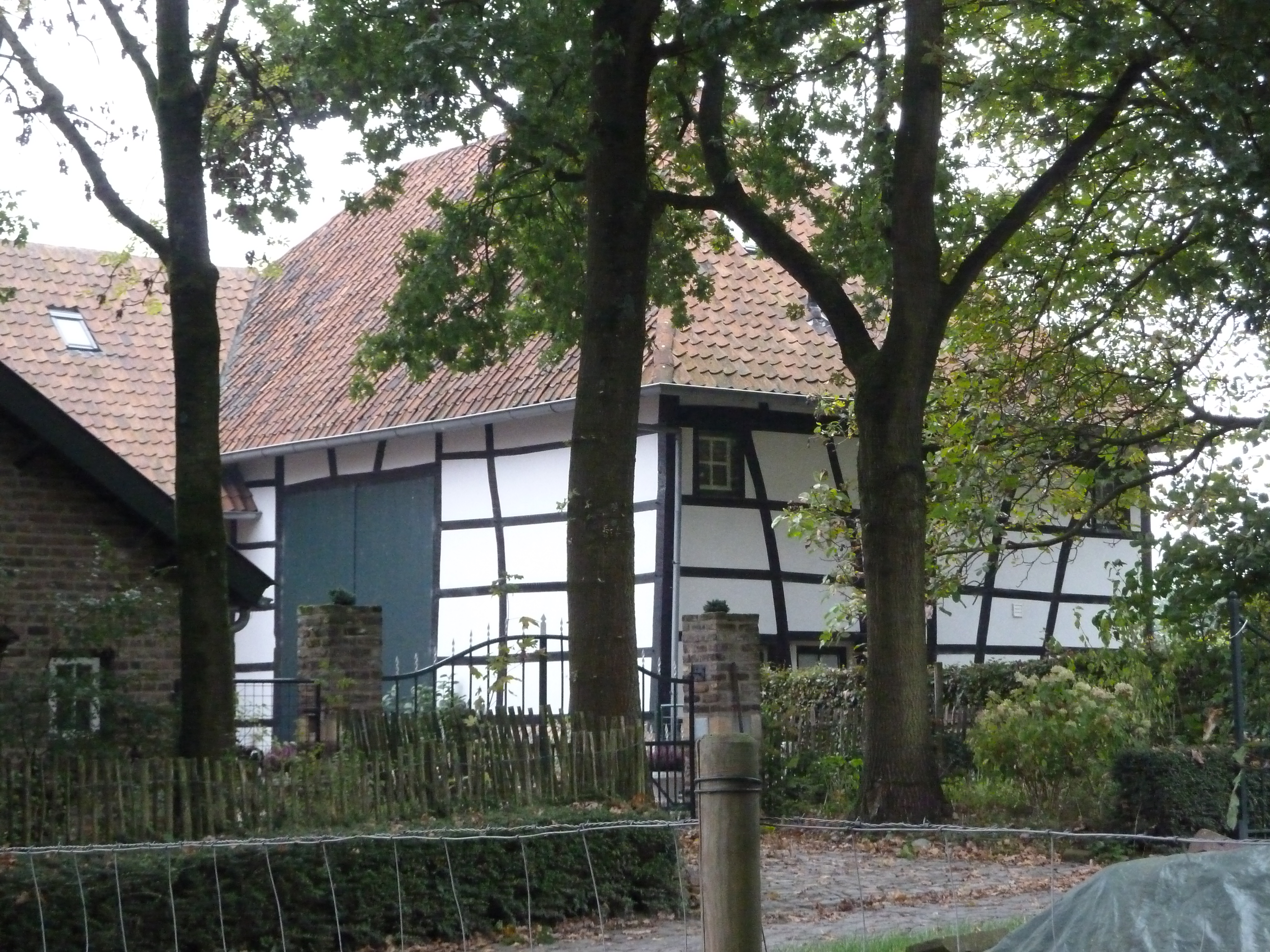
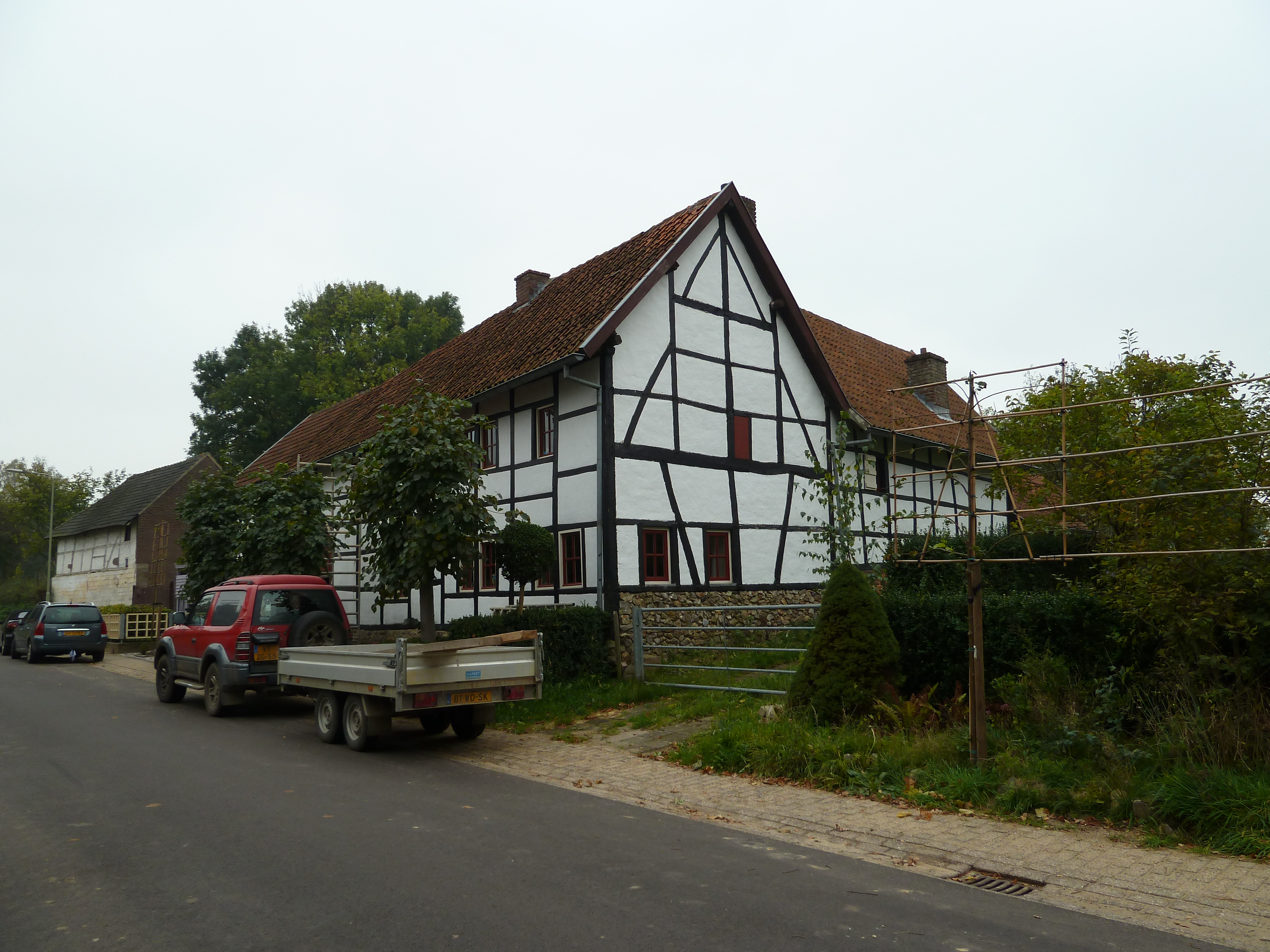